# Monteforte Cilento
Monteforte Cilento – miejscowość i gmina we Włoszech, w regionie Kampania, w prowincji Salerno.
Według danych na rok 2004 gminę zamieszkiwały 624 osoby, 28,4 os./km².